# Naranjo
 (avril 2016).
Si vous disposez d'ouvrages ou d'articles de référence ou si vous connaissez des sites web de qualité traitant du thème abordé ici, merci de compléter l'article en donnant les références utiles à sa vérifiabilité et en les liant à la section « Notes et références ».
Pour les articles homonymes, voir Naranjo (homonymie).
Le site maya de Naranjo se trouve dans le département du Petén au Guatemala. Il a joué un rôle politique important dans l’histoire de la région. 
Le site fut redécouvert par Teobert Maler en 1905. Il se trouve à 18 kilomètres à l’est de la lagune de Yaxha. Pendant la période classique, Naranjo se serait appelé Saal. Il a maintenu des alliances avec diverses villes, notamment des sites ennemis de Tikal. De plus, Naranjo a fait détruire de façon répétée la ville de Yaxha, dont l’ultime souverain serait mort sacrifié à Naranjo. Comme à Tikal, à Yaxha et à Nakum, on a cessé d’y ériger des monuments et des stèles sculptées à la fin du classique tardif (vers 900).
Le site compte plusieurs acropoles monumentales, des terrains de jeu de balle, des escaliers hiéroglyphiques et des sacbeob. Sur ses places et patios, on a retrouvé plus de 40 stèles, maintenant conservées au musée national d’Anthropologie du Guatemala. Pillé pendant plusieurs décennies, le site est aujourd’hui accessible au public.
L’autel 1 de Naranjo est l’un des textes les plus anciens du site. Il date de 593 et est dédicacé par le premier souverain, celui que le spécialiste Heinrich Berlin avait surnommé le « gouverneur La ».

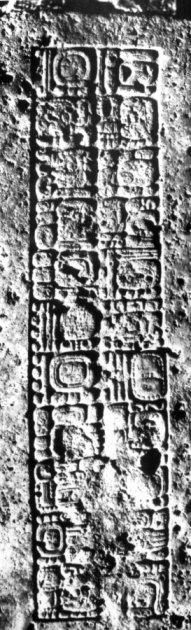
Stèle 10 de Naranjo : inscription datant du règne d'Itzamnaaj K'awiil (784-810)
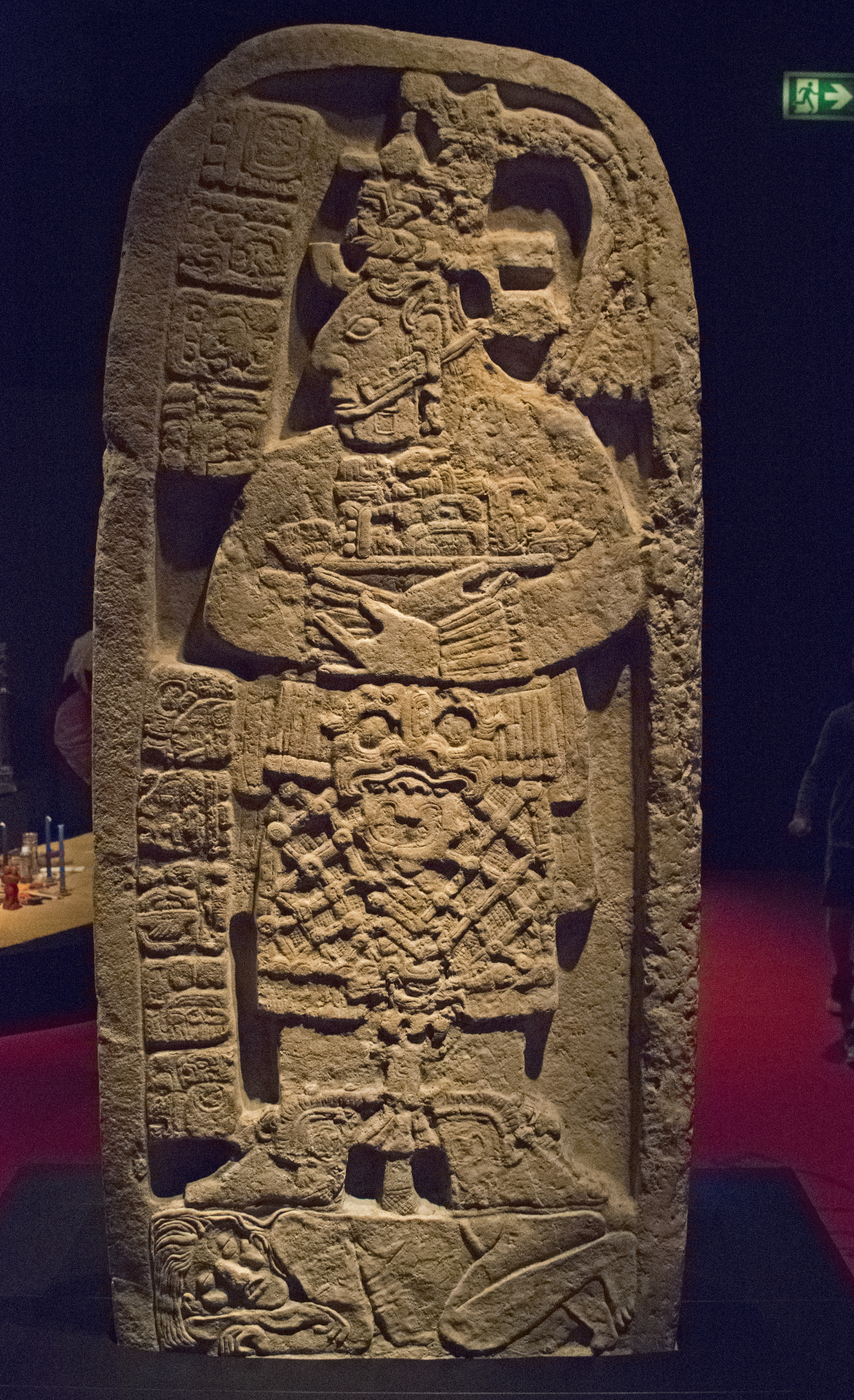
Stèle 24 de Naranjo : reine maya piétinant un captif